# Syzygotettix semperi
Syzygotettix semperi är en insektsart som beskrevs av Günther, K. 1938. Syzygotettix semperi ingår i släktet Syzygotettix och familjen torngräshoppor. Inga underarter finns listade i Catalogue of Life.